# Juliane Köhler
Juliane Köhler (Gottinga, 6 agosto 1965) è un'attrice tedesca.

## Biografia
Figlia di un burattinaio, dal 1985 al 1988 studiò a New York presso la scuola d'arte recitativa di Uta Hagen. Dopo aver ricevuto anche delle lezioni di danza da Daniela Glück a Monaco di Baviera, nel 1988 cominciò la sua carriera di attrice teatrale ad Hannover. Nel 1998 divenne famosa per il film Aimée & Jaguar, dove interpretava una delle protagoniste; per questo ruolo vinse l'Orso d'argento al Festival del cinema di Berlino come miglior attrice. Altre pellicole che le diedero popolarità furono La caduta (2004, in cui era Eva Braun) e Verso l'Eden (2009).

## Filmografia

### Cinema
- Schattenboxer, regia di Lars Becker (1992)
- Aimée & Jaguar (Aimée und Jaguar), regia di Max Färberböck (1998)
- Pünktchen und Anton, regia di Caroline Link (1999)
- Nighthawks, regia di Dmitri Popov (1999) – Cortometraggio
- Weiser, regia di Wojciech Marczewski (2001)
- Hood, regia di Sylvia Dahmen (2001) – Cortometraggio
- Nowhere in Africa (Nirgendwo in Afrika), regia di Caroline Link (2001)
- Mein erstes Wunder, regia di Anne Wild (2002)
- NeuFundLand, regia di Georg Maas (2003)
- La caduta - Gli ultimi giorni di Hitler (Der Untergang), regia di Oliver Hirschbiegel (2004)
- Nimm dir dein Leben, regia di Sabine Michel (2005)
- Bummm!, regia di Sabine Michel (2006)
- Mondkalb, regia di Sylke Enders (2007)
- Novemberkind, regia di Christian Schwochow (2008)
- Haber, regia di Daniel Ragussis (2008) – Cortometraggio
- Adam Resurrected, regia di Paul Schrader (2008)
- Una donna a Berlino (Anonyma - Eine Frau in Berlin), regia di Max Färberböck (2008)
- Effi Briest, regia di Hermine Huntgeburth (2009)
- Verso l'Eden (Eden à l'ouest), regia di Costa-Gavras (2009)
- Keine Ahnung ist tot!, regia di Benjamin Seiler (2009) – Cortometraggio
- Una vita tranquilla, regia di Claudio Cupellini (2010)
- Das Blaue vom Himmel, regia di Hans Steinbichler (2011)
- Due vite (Zwei Leben), regia di Georg Maas e Judith Kaufmann (2012)
- Alles inklusive, regia di Doris Dörrie (2014)
- Schoßgebete, regia di Sönke Wortmann (2014)
- La scelta del re (Kongens Nei), regia di Erik Poppe (2016)
- Der Hund begraben, regia di Sebastian Stern (2016)
- Back for Good, regia di Mia Spengler (2017)
- Auf der anderen Seite ist das Gras viel grüner, regia di Pepe Danquart (2017)
- Vielmachglas, regia di Florian Ross (2018)
- Safari: Match Me If You Can, regia di Rudi Gaul (2018)
- Kiss Me Before It Blows Up, regia di Shirel Peleg (2020)
- France, regia di Bruno Dumont (2021)

### Televisione
- Inzest - Ein Fall für Sina Teufel, film TV, regia di Klaus Emmerich (1996)
- Koma - Lebendig begraben,film TV, regia di Uwe Janson (1997)
- Busenfreunde 2 - Alles wird gut!,film TV, regia di Thomas Berger (1998)
- Bella Block – serie TV, episodio 7 (2000)
- Zwei Brüder – serie tv, episodio Tod im See (2000)
- Liebst du mich, film TV, regia di Gabriela Zerhau (2000)
- Tatort – serie tv, 11 episodi (2001-2021)
- Die eine und die andere,film TV, regia di Dieter Dorn (2004)
- Der letzte Zeuge – serie TV, episodio 7x2 (2005)
- In Sachen Kaminski, film TV, regia di Stephan Wagner (2005)
- Auf ewig und einen Tag, film TV, regia di Markus Imboden (2006)
- Polizeiruf 110 – serie TV, episodio 290 (2008)
- Bella Vita, film TV, regia di Thomas Berger (2010)
- Klimawechsel – miniserie televisiva (2010)
- Die Sterntaler, film TV, regia di Maria von Heland (2011)
- Bella Australia, film TV, regia di Vivian Naefe (2012)
- Il commissario Lanz (Die Chefin) – serie TV, episodio 1x1 (2012)
- Bella Dilemma - Drei sind einer zu viel, film TV, regia di Oliver Schmitz (2013)
- Bella Casa: Hier zieht keiner aus!, film TV, regia di Edzard Onneken (2014)
- Bella Amore - Widerstand zwecklos, film TV, regia di Edzard Onneken (2014)
- Für eine Nacht... und immer?, film TV, regia di Sibylle Tafel (2015)
- Donna Leon – serie TV, episodio 22 (2016)
- Zaun an Zaun, film TV, regia di Peter Gersina (2017)
- Zimmer mit Stall - Berge versetzen, film TV, regia di Ralf Huettner (2019)
- Eden – miniserie televisiva  (2019)
- Toni, männlich, Hebamme – miniserie televisiva  (2019-2020)
- Eine harte Tour, film TV, regia di Isabel Kleefeld (2020)
- Nord Nord Mord – serie TV, episodio 11 (2020)
- Der Beischläfer – serie TV, episodi 1x1, 1x2 (2020)

## Doppiatrici italiane
Nelle versioni in italiano dei suoi lavori, Juliane Köhler è stata doppiata da:
- Roberta Greganti in Nowhere in Africa, La caduta - Gli ultimi giorni di Hitler, Verso l'Eden
- Cristina Boraschi in France

## Riconoscimenti
- Festival internazionale del cinema di Berlino
1999 – Orso d'argento per la migliore attrice per Aimée & Jaguar (ex aequo con Maria Schrader)
- Deutscher Filmpreis
1999 – Miglior attrice protagonista per Aimée & Jaguar (ex aequo con Maria Schrader)
2002 – Candidatura per la miglior attrice protagonista per Nowhere in Africa
2005 – Candidatura per la miglior attrice non protagonista per La caduta – Gli ultimi giorni di Hitler
2014 – Candidatura per la miglior attrice protagonista per Two Lives
- Seattle International Film Festival
2013 – Candidatura al Golden Space Needle per la miglior attrice per Two Lives
- Bavarian Film Awards
1999 – Miglior attrice per Aimée & Jaguar
- Premio Jupiter
2014 – Candidatura per la miglior attrice tedesca per Two Lives
- Bavarian TV Awards
2006 – Candidatura per la miglior attrice in un film per la televisione per In Sachen Kaminski
- German Screen Actors Awards
2017 – Candidatura per la miglior attrice non protagonista per Back for Good